# 51e brigade SS de Panzergrenadiers

La 51e brigade SS de Panzergrenadiers est une unité de la Waffen-SS de l'Allemagne nazie durant la Seconde Guerre mondiale. Formée en juin 1944 à partir du SS-Kampfgruppe 3 (« groupe de combat SS no 3 »). Bien que désignée comme Panzergrenadier (infanterie mécanisée), l'unité n'était équipée que de véhicules à roues. Le SS-Hauptamt a ordonné qu'il soit renommé 27th SS Panzer Division le 10 août, mais c'était strictement théorique. Elle a joué un rôle mineur dans la bataille de France de 1944 avant d'être fusionné dans le 38e SS Panzergrenadier-Regiment de la 17e SS Panzergrenadiers Division

## Crimes de guerre
Le 24 août 1944 à Buchères, et à la suite de la destruction la veille d'un side-car allemand par des FFI qui avaient installé un barrage pour couper la retraite des troupes allemandes, des hommes de 51e brigade SS de Panzergrenadiers du lieutenant Gelling ripostent en nombre, détruisent le village puis massacrent 68 personnes dont 10 enfants de moins de 10 ans, 5 personnes de plus de 70 ans, 35 femmes et des bébés de 18, 11, et 6 mois en représailles, ,.
La 51e brigade SS s'est aussi rendu coupable d'autres atrocités contre des civils dans Troyes.

## Archives
- (de) Gefechtsberichte der SS-Panzergrenadier-Brigade 49 und 51 // Bundesarchiv.